# Løvøya, Porsgrunns kommun
Løvøya är en ö vid Brevik i Porsgrunns kommun i Telemark fylke. Den ligger intill Sandøya och är platsen där det dittills okända radioaktiva grundämnet torium upptäcktes första gången 1828.